# Breuil-Magné
 Breuil-Magné  es una población y comuna francesa, situada en la región de Poitou-Charentes, departamento de Charente Marítimo, en el distrito de Rochefort y cantón de Rochefort-Nord.

## Demografía
| 707 | 698 | 972 | 1156 | 1160 | 1224 |
| Para los censos de 1962 a 1999 la población legal corresponde a la población sin duplicidades (Fuente: INSEE [Consultar]) |     |     |      |      |      |